# 挿絵の黄金時代
挿絵の黄金時代（さしえのおうごんじだい、Books Beautiful）は、19世紀後半から1930年頃のイギリスを中心とした挿絵の黄金期。印刷革命によるギフト・ブック・ブーム。
ランドルフ・コールデコット、ケイト・グリーナウェイ、ワォルター・クレインを旗手として同時期に多くの挿絵画家が現れ、絵本の近代化が進んだ。高橋吉文は同時期の挿絵の特徴について、視点を切り落とした遠近法や平面的な彩色など、ジャポニズムの影響を指摘している。

## 主な作家
- エドワード・バーン＝ジョーンズ（英）
- ウィリアム・モリス（英）
- ワォルター・クレイン（英）
- アルフォンス・ムハ（ミュシャ）（墺）
- トゥルーズ・ロートレック（仏）
- ウィリアム・バトラー・イェイツ（愛）
- チャールズ・リケッツ（英語版）（英）
- アーサー・ラッカム（英）
- オーブリー・ビアズリー（英）
- ハリー・クラーク（愛）
- ジョルジュ・バルビエ（仏）
- エドマンド・デュラック（仏）
- カイ・ニールセン（デンマーク）